# Briser le silence
Albums de Blasphème
Désir de vampyr
(1985)
Briser le silence est le troisième album studio du groupe de heavy metal français Blasphème sorti le 29 septembre 2010.
C'est le premier album studio du groupe depuis sa reformation. C'est aussi le premier album studio du groupe en 25 ans, son prédécesseur, Désir de Vampyr, est sorti en 1985.

## Liste des titres
| No | Titre                   | Paroles   | Musique                                            | Durée |
| -- | ----------------------- | --------- | -------------------------------------------------- | ----- |
| 1. | The Crow                | Marc Fery | Pierre Holzhaeuser                                 | 4:37  |
| 2. | Briser le silence       | Marc Fery | Pierre Holzhaeuser, Marc Fery                      | 5:32  |
| 3. | Carpe Diem              | Marc Fery | Pierre Holzhaeuser                                 | 4:23  |
| 4. | Cœur d'enfant           | Marc Fery | Pierre Holzhaeuser                                 | 4:52  |
| 5. | Qui suis-je?            | Marc Fery | Pierre Holzhaeuser, Marc Fery, Dominique Del Campo | 4:25  |
| 6. | Ultime Errance          | Marc Fery | Marc Fery                                          | 7:39  |
| 7. | De l'ombre à la lumière | Marc Fery | Philippe Guadagnino, Aldrick Guadagnino            | 5:00  |
| 8. | Homme éternel           | Marc Fery | Pierre Holzhaeuser, Aldrick Guadagnino             | 5:19  |
| 9. | Memories                |           |                                                    | 3:17  |

| 1. | Désir de vampyr   |  |
| 2. | Seul              |  |
| 3. | The Crow          |  |
| 4. | Au nom des morts  |  |
| 5. | Orgie romaine     |  |
| 6. | Carpe Diem        |  |
| 7. | Vengeance barbare |  |

Cet album est dédié à Dominique Flamet, manager du groupe décédé en 2009.
Memories est un morceau instrumental à la mémoire de Dominique Flamet.

## Composition du groupe
- Marc Fery - Chant, chœurs & claviers sur Memories.
- Pierre Holzhaeuser - Guitare.
- Philippe Guadagnino - Basse.
- Aldrick Guadagnino - Batterie, mixage audio & arrangements de guitare.

## Membres additionnels
- Fabien "Fabiche" Guilloteau - Production, ingénieur du son, mixage audio & direction des arrangements musicaux.
- Mélusine - Chœurs sur Briser le Silence.
- Jean-Pascal Fournier - Design, illustration & artwork (sur une idée de Marc Fery).
- Laurent "ptit Laurent" Perthuis - Photos.
- Salvator Guadagnino - Vidéo.

## Sources
1. ↑  « Critique de l'album », sur auxportesdumetal.com
2. ↑  « Critique de l'album », sur metal-hammer.de
3. ↑  « Critique de l'album », sur lagrosseradio.com
4. ↑  « Critique de l'album », sur metal.de
5. ↑  « Critique de l'album », sur spirit-of-metal.com
6. ↑  « Critique de l'album », sur vs-webzine.com
7. ↑  « Briser le Silence », sur metal-archives.com
8. ↑  « Historique du groupe », sur lastfm.fr
9. ↑  « Briser le Silence - édition limitée », sur rateyourmusic.com
10. ↑  « Briser le Silence », sur discogs.com